# 構造式エディタ
構造式エディタ（こうぞうしきえでぃた、molecule editor）は分子構造の構造式を作図、編集するコンピュータープログラムである。 作図や化学データベースの検索式を書き表す為に、分子や化学反応の二次元（平面）表現を作成する際に使用される。また、分子構造モデルを構築するために立体構造を編集するエディタも存在し、それは通常、分子構造モデリング・ソフトウエアパッケージの部品として提供される。
多くの構造式エディタはエディタ特有のファイルフォーマットを使用しているが、大抵の場合は他の複数のファイルフォーマットのファイルフォーマットを読み書きできるようになっている。その中には分子をASCII文字列で表現するSMILES記法も含まれる場合がある。
平面あるいは立体構造式エディタが生成するファイルは分子構造ビュワーを使用して表示することも出来、 分子構造ビュワーはWebページ中の短いアプレット言語で実装することで分子構造を表示するものも存在する。

## 構造式エディタ

### 実行プログラムに実装されたもの

#### 有料
- ChemDraw (CambridgeSoft), Windows, Mac OSで利用可能。
- Marvin JS（ChemAxon),Webアプリに組み込んでHTML5対応のブラウザから利用可能。JavaScriptで実装。

#### フリーウェア
- MarvinSketch(ChemAxon) ,Windows, Mac OS X, Linux, FreeBSDなどで利用可能。Java、.netで実装。非営利組織での使用はフリー。
- ISIS/Draw (MDL)
- MolWorks (Beyond Computing), 基本機能はフリー。
- ACD/ChemSketch (ACD/Labs), 非商用向け機能限定版はフリー。
- BKchem,  OS非依存。Pythonで記述。
- JChemPaint Javaで実装。
- Smormoed, Mac OS X, Linux, FreeBSDで利用可能。
- XDrawChem,  Windows, Mac OS X, Linuxで利用可能。
- XyMTeX, TeX/LaTeXで利用可能。テキスト形式で構造を記述する。
- Molview, ブラウザ上で実行できる。

### アプレット・サーブレットに実装されたもの
- JME from molinspiration
- SDA from ACD/Labs
- WebCME from P&C online chemical molecular editor , based on Web 2.0 Ajax technology.